# Pitotov izrek
Pitotov izrek v ravninski geometriji iz leta 1725, imenovan po francoskem inženirju Henriju Pitotu, pravi, da sta v tangentnem štirikotniku (v katerega lahko včrtamo krožnico) vsoti dolžin nasprotnih stranic enaki, in v običajnem zapisu velja:
{\displaystyle a+c=b+d\!\,.}
Izrek je posledica dejstva, da sta odseka od presečišča soležnih tangent do dotikališč tangent enaka (na sliki PA = PB). Velja tudi obratno: krožnico lahko včrtamo v vsak tisti štirikotnik pri katerem sta vsoti nasprotnih stranic enaki. Obrat izreka je leta 1846 dokazal Jakob Steiner. Pitot je izrek dokazal za tangentne mnogokotnike s sodim številom stranic in ga razširil na tangentne mnogokotnike z lihim številom stranic.
V enakokrakem trapezu, kjer je b = d, velja posebej:
{\displaystyle a+c=2b\!\,}
in:
{\displaystyle m={\frac {a+c}{2}}=b\!\,.}